# Amarnas
Amarnas également typographié Amernas est une commune de la wilaya de Sidi Bel Abbès en Algérie.

## Géographie

### Situation
| Sidi Lahcene             | Sidi Bel Abbès | Tilmouni    |
| Sidi Khaled; Boukhanafis | Amarnas        | Hassi Dahou |
| Benachiba Chelia         | Tenira         | Tenira      |